# Jonas Gustavsson
Jonas Gustavsson (* 24. Oktober 1984 in Danderyd) ist ein schwedischer Eishockeytorwart, der seit Mai 2017 beim Linköpings HC in der Svenska Hockeyligan unter Vertrag steht.

## Karriere
Gustavsson begann bereits im Kindesalter mit dem Ausüben des Eishockeysports. Schon im Alter von sechs Jahren spielte er in der Nachwuchsabteilung von Stocksunds IF, einem Verein aus Stocksund unweit seines Geburtsortes in der Gemeinde Danderyd. Dem Verein blieb der junge Schwede insgesamt neun Jahre bis zum Sommer 1999 treu, ehe er vom Hauptstadtklub AIK Solna verpflichtet wurde und in dessen Juniorenabteilung wechselte. Kurz vor seinem 16. Geburtstag im Herbst 2000 schaffte der Torwart den Sprung in den U18-Junioren-Kader des Teams. Dort etablierte er sich auf Anhieb als Stammtorhüter und bestritt zwölf der 14 Saisonspiele seiner Mannschaft in der J18 Allsvenskan, der höchsten schwedischen Liga dieser Altersklasse. In der Folgespielzeit 2001/02 teilte sich Gustavsson die Starterposition im Tor mit Gustaf Wesslau und kam so auf lediglich acht Einsätze. Dennoch konnte er seinen Gegentorschnitt von 3,78 auf 1,78 verringern und auch seine Fangquote um über 7,5 Prozent auf 93,23 Prozent steigern. Dies bescherte ihm in beiden Kategorien einen Platz unter den fünf besten Keepern der Liga. Da Wesslau ebenfalls ein gutes Spieljahr absolvierte, hatte das Torhütergespann maßgeblichen Anteil am zweiten Hauptrunden-Tabellenplatz des Teams in der Division Norra hinter Luleå HF. In den Playoffs erreichte die Mannschaft die vierte Runde, wobei Gustavsson alle Begegnungen bestritt.
Zur Saison 2002/03 stieg Jonas Gustavsson in den U20-Nachwuchs von AIK Solna auf, der in der J20 SuperElit – der höchsten Liga dieser Altersklasse – beheimatet war. Wie im Spieljahr zuvor bildete er für den größten Teil der Saison ein Duo mit Gustaf Wesslau. Nachdem er in der ersten Saisonhälfte sich den Stammplatz noch mit diesem geteilt hatte, bestritt er in der Rückserie alle 15 Spiele. Somit kam er auf 21 Einsätze, in denen dem Verein zwölf Siege gelangen. Demgegenüber standen neun Niederlagen. Der aus Danderyd stammende Keeper platzierte sich mit der Mannschaft am Ende der Spielzeit auf einem soliden achten Tabellenplatz und befand sich damit ebenso im Mittelfeld der Liga wie mit seinen persönlichen Statistiken auch. Aufgrund des achten Ranges in der Hauptrunde gelang der Mannschaft die erfolgreiche Qualifikation für die Playoffs, die nach vier Begegnungen endeten. Ab dem Spieljahr 2003/04 gehörte Gustavsson als dritter Torwart zum Kader der Profimannschaft. Zwar konnte er sich nicht gegen seine beiden Konkurrenten durchsetzen, kam aber bei einem Kurzeinsatz im Verlauf der SuperAllsvenskan zu seinem Profidebüt. Die Zeit im Profikader führte dazu, dass er nur noch selten für die U20-Junioren spielte. Selbiges zeichnete sich auch in der Saison 2004/05 ab. Inzwischen hatte er aber gemeinsam mit Wesslau die ersten beiden Positionen im Profikader übernommen, nachdem die Mannschaft in der Vorsaison in die drittklassige Division I abgestiegen war. Zusammen führten sie das Team als Tabellenerster der Gruppe B zurück in die zweitklassige HockeyAllsvenskan, wobei Gustavsson in 19 Spielen einen hervorragenden Gegentorschnitt von 1,45 aufweisen konnte. Trotzdem ging die Vereinsführung mit seinem Konkurrenten als Stammtorhüter in das Spieljahr 2005/06. Gustavsson begnügte sich mit sporadischen Einsätzen bei den Profis in der Allsvenskan sowie in der J20 SuperElit. Erst mit dem Transfer von Wesslau zu den Malmö Redhawks wurde die Stammposition vakant. Dennoch konnte sich der damals 21-jährige nicht gegen den neuen Konkurrenten Emil Lundgren durchsetzen. Ähnlich begann auch die folgende Saison, in der er nach einem schwachen Start in die Spielzeit zunächst hinter Jimmy Danielsson den Ersatzposten bei AIK besetzte. Erst am Ende der Hinserie bekam er regelmäßigere Einsatzzeiten. Wie die Hinrunde verlief auch die Rückrunde, wobei Danielsson am Ende die besseren statistischen Werte aufwies. Die Mannschaft belegte im Endklassement den neunten Rang und landete im gesicherten Mittelfeld.

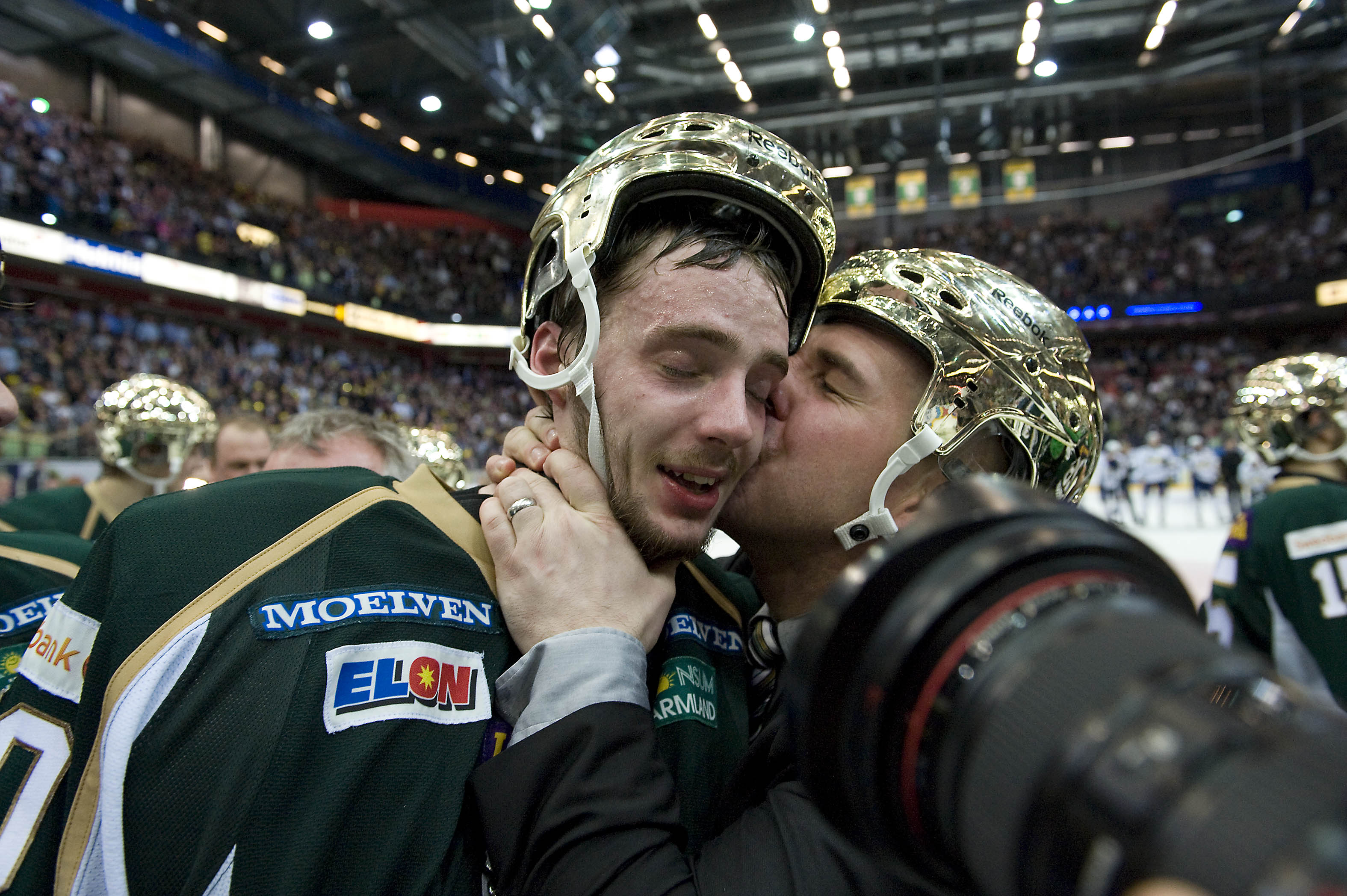
Gustavsson beim Gewinn der schwedischen Meisterschaft 2009

Nach acht Jahren bei AIK Solna wechselte der nie gedraftete Schlussmann zum Elitserien-Klub Färjestad BK, wo er einen Zweijahresvertrag unterschreiben hatte. Zum Beginn der Spielzeit 2007/08 bildete er mit Landsmann Christopher Heino-Lindberg, dessen Ersatzmann er war, das Torhütergespann. Kurz nach Saisonbeginn verletzte sich Heino-Lindgren, aber statt dem 23-jährigen Ersatzkeeper das Vertrauen zu schenken, verpflichtete die Klubführung den Finnen Juuso Riksman. Dieser ersetzte Heino-Lindgren während dessen Zwangspause und ermöglichte Gustavsson nur selten Einsätze, wodurch er dreimal in Färjestad Farmteam Skåre BK in der Division I eingesetzt wurde, um Spielpraxis zu sammeln. Auch nach der Rückkehr von Heino-Lindgren und dem erneuten Transfer Riksmans änderte sich an dieser Situation nichts, aber dennoch kam Gustavsson zu 20 Spielen, in denen der Mannschaft acht Siege gelangen. In den Playoffs erhielt er im Verlauf der Erstrunden-Serie gegen den Frölunda HC nach einer erneuten Verletzung von Heino-Lindgren den Stammplatz im Tor. Mit ihm scheiterte das Team in der zweiten Runde am späteren Vizemeister Linköpings HC. Zur Saison 2008/09 erhielt Gustavsson mit dem ehemaligen österreichischen Nationaltorwart und NHL-erfahrenen Reinhard Divis einen neuen Kontrahenten. Gleichzeitig hatte Heino-Lindgren den Verein verlassen. Gustavsson etablierte sich auf Anhieb als Stammkeeper, daran ließen 24 Siege in 42 Spielen bei einer Fangquote von 93,16 Prozent und einem Gegentorschnitt von 1,96 keinen Zweifel. Beides waren zugleich die Bestwerte der gesamten Liga, obwohl er die drittmeisten Schüsse aller Torhüter abwehren musste. Als Tabellenersten der Hauptrunde führte er Färjestad als Favoriten auf den Meistertitel in die Playoffs. Dort unterstrich der Schwede seine Ausnahmeklasse, die ihm im Verlauf des Spieljahres den Ruf des besten Torwarts außerhalb der NHL eingebracht hatte. Er gewann zwölf der 13 Playoff-Begegnungen seiner Mannschaft, spielte fünfmal zu Null und wies eine Fangquote von 96,08 Prozent bei einem Gegentorschnitt von 1,03 auf, womit er den Klub fast im Alleingang zum achten Schwedischen Meistertitel führte. Zudem gewann er den Guldpucken als Schwedens Eishockeyspieler des Jahres.

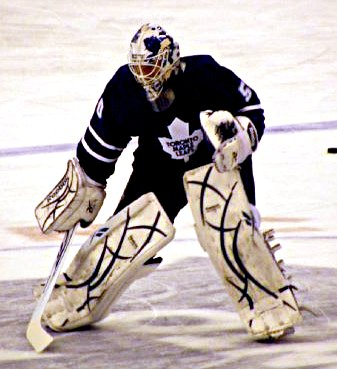
Gustavsson im November 2009

Da sein Vertrag am Ende der Saison 2008/09 ausgelaufen war und sich Gustavsson nicht nur in Schweden einen Namen gemacht hatte, wurden die Franchises der National Hockey League auf den als Free Agent geltenden Torhüter aufmerksam. Sein Status als Rookie erlaubte es ihnen zudem auch bei wenig Spielraum an der sogenannten Salary Cap eine Verpflichtung ins Auge zu fassen, da der Schwede aufgrund des NHL Collective Bargaining Agreement maximal 875.000 US-Dollar verdienen durfte. Gustavsson selbst bekundete bereits Anfang Mai sein Interesse im Herbst in der NHL auflaufen zu wollen und bestätigte auch das Interesse diverser Teams. Im Juni begab er sich schließlich mit seinem Berater nach Nordamerika, um sich einen Eindruck von den von ihm favorisierten Teams zu machen. Diese hatten sich inzwischen auf vier – die Colorado Avalanche, Dallas Stars, San Jose Sharks und Toronto Maple Leafs – reduziert. Die Unterschrift unter einen NHL-Vertrag war ihm aber erst ab dem 1. Juli gestattet. Am 7. Juli 2009 unterzeichnete er einen Einjahresvertrag bei den Toronto Maple Leafs, der mit 810.000 US-Dollar inklusive eines Handgeldes von 90.000 US-Dollar dotiert war. In seiner ersten Spielzeit in der NHL war er als Ersatzmann von Vesa Toskala eingeplant. Allerdings begann das Trainingscamp wenig verheißungsvoll. Nachdem der Schwede Mitte September bei einem Fitnesstest über einen stark beschleunigten Herzschlag klagte, unterzog er sich wenige Tage später einer Ablation. Zum Saisonbeginn stand er dann im Stammkader des kanadischen Traditionsklubs und teilte sich den Starterposten mit Toskala, der aber eine Zeit lang verletzt ausfiel. Bei einem Spiel der Maple Leafs gegen die Montréal Canadiens am 1. Dezember 2009 klagte Gustavsson nach dem ersten Drittel erneut über einen erhöhten Puls. Als Vorsichtsmaßnahme wurde er noch während der Partie in ein nahe gelegenes Krankenhaus gebracht, konnte selbiges aber wenig später wieder verlassen. In der Folge suchte er einen Kardiologen auf und unterzog sich wie bereits Mitte September einer Ablation. Bis zu seiner Rückkehr in den Spielbetrieb dauerte es bis zum 18. Dezember. Nur einen Tag später verbuchte er seinen ersten NHL-Shutout beim 2:0-Sieg über die Boston Bruins.
Im Februar 2011 wurde er erneut am Herzen operiert und kam in der restlichen Saison zu fünf Einsätzen in der AHL.
Im Juli 2012 unterzeichnete er einen Vertrag über zwei Jahre Laufzeit bei den Detroit Red Wings. Nach einer Verlängerung um ein zusätzliches Jahr endete sein Kontrakt in Detroit nach der Saison 2014/15 endgültig, sodass er sich auf Probe der Saisonvorbereitung der Boston Bruins anschloss. Dies mündete Anfang Oktober in einen neuen Einjahresvertrag für den Schweden. Nach der Spielzeit 2015/16 wurde dieser Kontrakt jedoch nicht verlängert, sodass er im Juli 2016 als Free Agent den Edmonton Oilers anschloss und dort ebenfalls einen Einjahresvertrag unterzeichnete.
Anschließend kehrte Gustavsson nach acht Jahren in Nordamerika in seine schwedische Heimat zurück und unterzeichnete einen Dreijahresvertrag beim Linköpings HC.

### International

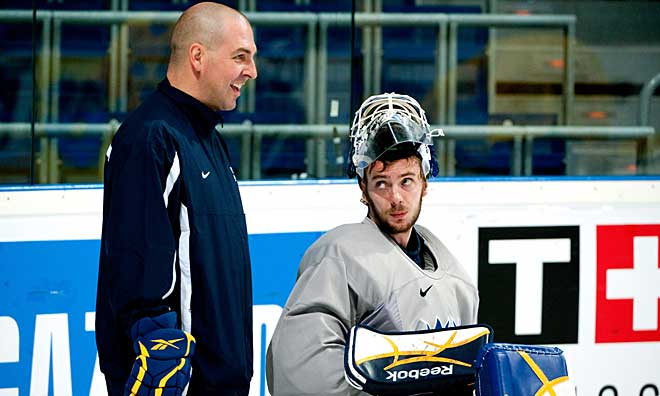
Gustavsson mit Torhütertrainer Erik Granqvist im Trainingslager des Nationalteams

Gustavsson gab sein internationales Debüt für sein Heimatland Schweden im Rahmen der Euro Hockey Tour der Saison 2008/09, nachdem ihm im Juniorenbereich stets andere Schlussmänner vorgezogen worden waren. Zwar limitierte sich die Zahl seiner Einsätze auf der Euro Hockey Tour aufgrund von Verletzungen und Erkrankungen auf lediglich drei, doch er erhielt neben Stefan Liv und Johan Holmqvist als einer von drei Torhütern die Nominierung für die Weltmeisterschaft 2009 in der Schweiz. Der linksfangende Torwart reiste wegen einer Erkrankung seiner Mutter erst verspätet ins Trainingscamp der Schweden an, ging aber mit seinen beiden Kollegen als gleichberechtigt in das Turnier. Im Verlauf der Weltmeisterschaft erkämpfte er sich gegen die etablierten Liv und Holmqvist den Starterposten und errang schließlich die Bronzemedaille durch einen Sieg über die Vereinigten Staaten im Spiel um den dritten Rang.
Ein Jahr später bildete Gustavsson gemeinsam mit Henrik Lundqvist und Stefan Liv das schwedische Torhütertrio bei den Olympischen Winterspielen 2010 in Vancouver. Dabei kam er im Vorrundenspiel gegen Weißrussland zu einem Einsatz. Die Mannschaft scheiterte schließlich im Viertelfinale. Bei den Olympischen Spielen 2014 gewann er mit der schwedischen Nationalmannschaft die Silbermedaille.

## Erfolge und Auszeichnungen
- 2009 Schwedischer Meister mit Färjestad BK
- 2009 Guldpucken
- 2009 Bronzemedaille bei der Weltmeisterschaft
- 2010 Bronzemedaille bei der Weltmeisterschaft
- 2014 Silbermedaille bei den Olympischen Winterspielen

## Karrierestatistik
Stand: Ende der Saison 2016/17

### International
Vertrat Schweden bei:
- Weltmeisterschaft 2009
- Olympische Winterspiele 2010
- Weltmeisterschaft 2010

(Legende zur Torhüterstatistik: GP oder Sp = Spiele insgesamt; W oder S = Siege; L oder N = Niederlagen; T oder U oder OT = Unentschieden oder Overtime- bzw. Shootout-Niederlage; Min. = Minuten; SOG oder SaT = Schüsse aufs Tor; GA oder GT = Gegentore; SO = Shutouts; GAA oder GTS = Gegentorschnitt; Sv% oder SVS% = Fangquote; EN = Empty Net Goal; 1 Play-downs/Relegation; Kursiv: Statistik nicht vollständig)